# Ruta Provincial 11 (Córdoba)

## Generalidades
La Ruta provincial 11 es una carretera argentina de jurisdicción provincial, ubicada en la región centro sur de la provincia de Córdoba
. Tiene una extensión aproximada de 282 km de los cuales, aproximadamente 75 son de trazado rural, o sea camino de tierra. El resto es asfaltada. Discurre en sentido oeste-este y su kilómetro cero se ubica en el kilómetro 90 de la  RP 23 , en cercanías de la ciudad de Alpa Corral. Allí inicia su trazado como camino de tierra, hasta la localidad de Chucul ( RN 158 ), pasando por Coronel Baigorria, sobre la  RN 36 . Desde allí en adelante, el asfalto cubre todo su trazado hasta alcanzar su kilómetro final en el límite con la provincia de Santa Fe. Allí se continúa como la  RP 93  hacia la ciudad de Chañar Ladeado.

## Localidades
A lo largo de su trazado, esta ruta atraviesa numerosas localidades ubicadas en cinco diferentes departamentos, que se detallan a continuación (aquellas
que figuran en itálica, son cabecera del departamento respectivo. Entre paréntesis figuran los datos de población según censo.
Las localidades con la leyenda s/d hacen referencia a que no se encontraron datos oficiales.
- Departamento Río Cuarto: Coronel Baigorria (1.532), Chucul (304).
- Departamento Juárez Celman: Charras (1.117), Olaeta (644), Bengolea (917), Uchacha (5.167).
- Departamento General San Martín: Chazón (1.080).
- Departamento Unión: Pascanas (2.779), Laborde (5.957), Wenceslao Escalante (1.517), Monte Maíz (7.478).
- Departamento Marcos Juárez: Isla Verde (4.390), Cap. Gral. B. O'Higgins (497), Corral de Bustos (10.426), Colonia Italiana (753).

## Recorrido
|  | CONTgq | ABZq+lr | tSTRaq | tCONTfq |  |

|  |  | BHF |

|  | WASSERq | WBRÜCKE1 | WASSERq |  |  |

|  | CONTgq | TBHF | CONTfq |  |  |

|  |  | BHF |

|  | CONTgq | TBHF | CONTfq |  |  |

|  |  | STR |

|  | GRZq | STR+GRZq | GRZq |  |  |

|  |  | STR |

|  |  | BHF |

|  |  | BHF |

|  |  | BHF |

|  |  | BHF |

|  |  | STR |

|  | GRZq | STR+GRZq | GRZq |  |  |

|  |  | STR |

|  | CONTgq | TBHF | CONTfq |  |  |

|  | WASSERq | WBRÜCKE1 | WASSERq |  |  |

|  |  | STR |

|  | GRZq | STR+GRZq | GRZq |  |  |

|  |  | STR |

|  |  | BHF |

|  |  | BHF |

|  |  | TBHFaq | CONTfq |  |  |

|  | CONTgq | TBHFeq |  |  |  |

|  | WASSERq | WBRÜCKE1 | WASSERq |  |  |

|  |  | BHF |

|  |  | STR |

|  | GRZq | STR+GRZq | GRZq |  |  |

|  |  | STR |

|  | uexRESVGr | mKRZt | uexRESVGl |  |  |

|  |  | BHF |

|  |  | STR |

|  | GRZq | STR+GRZq | GRZq |  |  |

|  |  | STR |

|  |  | TEEaq | CONTfq |  |  |

|  | CONTgq | TBHFeq |  |  |  |

|  |  | TEEaq | CONTfq |  |  |

|  |  | BHF |

|  |  | TEEaq | CONTfq |  |  |

| BAHN | RGCONTgq | SKRZ-GBUE | RGCONTfq |  |  |

|  |  | STR |

|  | GRZq | STR+GRZq | GRZq |  |  |

|  |  | STR |

|  |  | CONTf |

## Nota
1. ↑   El kilometraje fue tomado del amojonado en ruta. En caso de ausencia de los mismos, se calculó según información disponible en Internet, o verificación in situ .
2. ↑   Datos oficiales según Dirección de Estadísticas y censos del Gobierno de la Provincia de Córdoba, año 2010 Según datos INDEC